# 고성초등학교 (충남)
고성초등학교(古城初等學校)는 대한민국 충청남도 서산시에 있었던 공립 초등학교이다.

## 학교 연혁
- 1934년 5월 2일: 팔봉공립 보통학교 부설 진장간이학교
- 1938년 4월 1일: 팔봉공립 심상소학교 부설 진장간이학교
- 1944년 4월 1일: 팔봉국민학교 진장분교장
- 1954년 5월 10일: 고성국민학교 개교
- 1996년 3월 1일: 고성초등학교 개칭
- 2008년 2월 29일: 폐교 및 팔봉초등학교로 통폐합[2]